# فريتز س. لان
فريتز س. لان (بالإنجليزية: Frederic C. Lane)‏ هو مختص في الدراسات القروسطية ‏ ومؤرخ وأستاذ جامعي أمريكي، ولد في 23 نوفمبر 1900 في لانسنغ في الولايات المتحدة، وتوفي في 14 أكتوبر 1984.